# Нисияма, Хидэтака
Хидэта́ка Нисия́ма (西山 英峻 Hidetaka Nishiyama, 10 октября 1928, Токио, Япония — 7 ноября 2008, Соединённые Штаты Америки, Лос-Анджелес) — известный японский мастер каратэ Сётокан. Обладатель 10-го дана каратэ. Был одним из учеников легендарного мастера Фунакоси Гитина (Gichin Funakoshi), основателя стиля каратэ Сётокан.
Преподаватель с мировым именем, автор многочисленных учебных фильмов, книг о каратэ.
Президент Международной Федерации Традиционного Каратэ (ITKF).

## Биография
Хидэтака Нисияма родился 10 октября 1928 года в Токио.
Отец работал адвокатом, и говорят, был неплохим мастером кендо. Кроме Хидэтаки в семье было ещё две дочери Сумайя (Sumiye) и Митико (Michiko).
Боевыми искусствами Нисияма, как и многие в Японии, начал заниматься довольно рано. Поскольку каратэ в те годы ещё не было так популярно как сейчас, детей, как правило, отдавали в школы дзюдо либо кэндо. В пятилетнем возрасте (1933 год) отец приводит его в одну из самых престижных школ кендо в городе, где он начинает заниматься под руководством мастера Мотида Морио (Moorio Mochida).
В 10 лет (1938 год) также начинает изучать дзюдо, получив к 14 годам чёрный пояс.
В 1943 году Нисияма получает 1 дан по кендо (в данном виде боевых искусств он достигнет 3-го дана) и начинает изучать каратэ Сётокан под руководством основателя стиля, легендарного мастера Фунакоси Гитина (Gichin Funakoshi).
Во время Второй мировой войны, вплоть до её окончания, Нишияма служит в Императорском флоте Японии.
После войны (1945 год) поступает в Токийский Университет Такусёку (Takushoku University), где продолжит изучение каратэ.
Становится членом университетской команды каратэ и активно тренируется под руководством сэнсэя Накаямы Масатоси.
Спустя четыре года (1949) его выбирают капитаном команды. В этом же году он активно участвует в создании Японской Ассоциации Каратэ (JKA), становится одним из основателей и первым председателем Всеяпонского Университетского Союза Каратэ (All Japan Collegiate Karate Union)
1946 год — первый дан по каратэ. 1948 год — второй дан по каратэ. 1950 год — Фунакоси Гитин аттестует его на 3 дан каратэ.
Окончив в 1951 году обучение в университете, Нисияма получает степень магистра экономики, и какое-то время работает в нефтяной компании Shell. Но активное участие в JKA требовало всё больше свободного времени, поэтому о какой-то другой работе речи уже быть не могло и он окончательно решает посвятить свою жизнь каратэ.
В этом же году становится соучредителем JKA и входит в совет директоров Ассоциации. Принимает активное участие в разработке первых правил для соревнований по ката и кумитэ. Разрабатывает программу подготовки инструкторов JKA.
В 1952 году Нисияма вместе с Масатоси Накаямой (Masatoshi Nakayama) и Исао Обата(Isao Obata) преподают каратэ американским военнослужащим на базе стратегического назначения ВВС США (SAC).
В следующем году генерал ВВС США Кёртис Лэмей (Curtis LeMay) приглашает группу специалистов по боевым искусствам, в том числе и Нисияму, в тур по авиабазам США на материковой части Северной Америки. В группу вошли шесть мастеров дзюдо, возглавляемые мастером Котани (Sumiyuki Kotani, шеф-инструктор международного отдела Кодокана), мастер Айкидо Кэндзи Томики (Kenji Tomiki) и три специалиста по каратэ — двадцатипятилетний Хидэтаки Нисияма, сорокалетний Тосио Камада (Toshio Kamada) и шестидесятитрёхлетний Обата Исао (Isao Obata) — самый старый и опытный ученик Фунакоси.
За три месяца группа побывала на 53 военных базах, облетев практически всю страну.
Это было первое официальное посещение США экспертами каратэ.
В 1960 году Нисияма в соавторстве с Р. Брауном публикует свою первую книгу «Каратэ — искусство пустой руки» (Karate: The Art of Empty-Hand Fighting). Книга стала на только популярной, что только на английском языке, переиздавалась более 80 раз, и до сих пор является одной из самых продаваемых книг по каратэ.
В июне 1960 года Нисияма получает 5 дан по каратэ Сётокан.
По приглашению своих учеников из SAC (американская военная авиабаза стратегического назначения) в июле 1961 года Нисияма переезжает в США, где под его руководством будет создана Всеамериканскую федерацию Каратэ (All American Karate Federation — AAKF).
Спустя четыре года, в 1965 году, под эгидой федерации был проведён первый международный турнир по каратэ, на котором встретились спортсмены США и Японии.
А в 1968 году организует первый Всемирный турнир по каратэ, который проходил на двух площадках: в Лос-Анджелесе (Калифорния, США в Los Angeles Memorial Sports Arena) и в Мехико (Мексика). На турнир были приглашены представители команд из Азии, Европы, Северной и Южной Америки.
В 1973 году Нишияма становится соучредителем и первым председателем Панамериканский Союз Каратэ (PAKU).
Популярность каратэ к тому времени заметно возросла, по всему миру появилось множество национальных федераций каратэ, и остро назрел вопрос о создании международной организации. 27 сентября 1974 года на учредительном собрании в Нью-Йорке была создана Международная Любительская Федерация Каратэ (IAKF). Нисияма был избран исполнительным директором IAKF.
В 1975 году IAKF проводит свой первый Чемпионат Мира по каратэ в Лос-Анджелесе.
(В мае 1986 года IAKF была переименована в Международную Федерацию Традиционного Каратэ (ITKF)).
В 1979 году в соответствии с американским законом, регулирующим общественные, национальные, любительские, спортивные организации, Всеамериканская Федерация Каратэ (All American Karate Federation), сохранив акроним — AAKF, была переименована в Американскую Любительскую Федерацию Каратэ (American Amateur Karate Federation), ставшую общественной некоммерческой корпорацией, и Нисияма был избран её первым президентом.
На протяжении 1980-х годов Хидетака Нишияма занимает различные административные посты руководителей, в том числе и пост президента JKA International, председателя AAKF, президента ITKF. Путешествует по всему миру, проводя семинары по каратэ.
В 1986 году появляется на обложке журнала «Black Belt».
В 1989 году публикует «Руководство тренера по традиционному каратэ» (Traditional Karate Coach’s Manual).
10 октября 1999 года, в знак признания десятилетних усилий Нисиямы в Традиционном Карате, и его вклада в физическое и психологическое здоровье американцев, в Вашингтоне, над Капитолием, был приподнят национальный флаг США, в честь семьдесят первого дня рождения Нисиямы.
В мае 2000 года, в Москве, впервые в России прошёл представительный международный турнир по Традиционному Каратэ, названный в его честь «Кубком Нисиямы».
В ноябре 2000 года, император Японии наградил Нисияму Орденом за заслуги четвёртой степени, украшенного орденом Священного сокровища, за большой вклад в распространении японской культуры через Традиционное Карате.
В октябре 2001 он был удостоен награды Республики Польша — президент Польши, Александр Квасьневский, вручил ему одну из самых высоких наград в Польше, Крест Офицера Ордена за заслуги перед Республикой Польша, по случаю первого Кубка Мира по Традиционному Каратэ.
Несмотря на достаточно преклонный возраст, Нисияма вел довольно активный образ жизни: тренировал в Национальном Институте Карате (также известном, как Лос-Анджелесское Центральное Додзё), путешествовал, проводя семинары, экзамены и соревнования по всему миру и лично возглавлял административный персонал Международного Бюро ITKF и Национальное Управление AAKF.
Хидетака Нишияма скончался в возрасте 80 лет, 7 ноября 2008 года в Лос-Анджелесе, штат Калифорния. У него остались жена Ёко (Yohko), и дочери: Юми, Эми и Нами (Yumi, Amy и Nami).
10 октября 2009 года ITKF посмертно присвоило сэнсэю Хидэтаки Нисияма 10 дан, данную честь от его имени приняла его дочь Нами. Председатель ITKF Ричард Йоргенсен (Richard Jorgensen) вспоминает: «Нисияма всегда говорил, что не хотел бы достичь уровня 10-го дана, так как считал, что получение наивысшего звания означало бы конец его обучению, жизни…. При жизни он никогда бы его не принял».